# Покидченко Михайло Юрійович
Миха́йло Ю́рійович Поки́дченко (14 листопада 1989 — 5 грудня 2016) — солдат Збройних сил України, учасник російсько-української війни.

## Життєпис
Народився 1989 року у місті Мукачеве, певний час проживав у Рахові. Закінчив загальноосвітню школу; вступив до ліцею на юридичний факультет, де навчався до 2012 року. Опісля працював оператором на місцевому телеканалі «М-студіо», згодом — на складі супермаркету «Ду-Мен» в Рахові.
Брав активну участь в подіях Революції Гідності. У травні 2014 року пішов на фронт добровольцем — в складі Добровольчого українського корпусу «Правий сектор»; де воював у групі «Семана» 5-го окремого батальйону, а згодом — в 1-й ОТГ ім. Капітана Воловика, кулеметник, позивний «Малий» («Сотник»). Повернувся додому після півтора року на фронті. За кілька місяців знову вирушив на фронт, підписав контракт із ЗСУ в травні 2016 року; солдат, стрілець, помічник гранатометника 3-го взводу 3-ї роти, 15-й окремий гірсько-піхотний батальйон. Згодом — командир бойової машини — командир відділення.
5 грудня 2016 року загинув на Донеччині під час кулеметного обстрілу селища Опитне (Ясинуватський район).
Відбулося прощання на Майдані Незалежності у Києві. Похований на Алеї Слави центрального кладовища Мукачева.
Без Михайла лишилися батько, мама Віра Миколаївна, брат, сестра, дві маленькі доньки.

## Нагороди та вшанування
- Указом Президента України № 12/2018 від 22 січня 2018 року «за особисту мужність і високий професіоналізм, виявлені у захисті державного суверенітету та територіальної цілісності України, вірність військовій присязі» — нагороджений орденом «За мужність» III ступеня (посмертно)[1].
- 21 квітня 2017 року відкрито і освячено меморіальну дошку у рідній для Михайла Покидченка школі[2].
- Нагороджений відзнакою ДУК ПС «Бойовий Хрест Корпусу» (посмертно)[3].
- Вшановується в меморіальному комплексі «Зала пам'яті», в щоденному ранковому церемоніалі 5 грудня[4][5].